# سد سلمانلو
 سد سلمانلو  یکی از سدهای در حال بهره برداری استان زنجان است.